# Sino-americanos

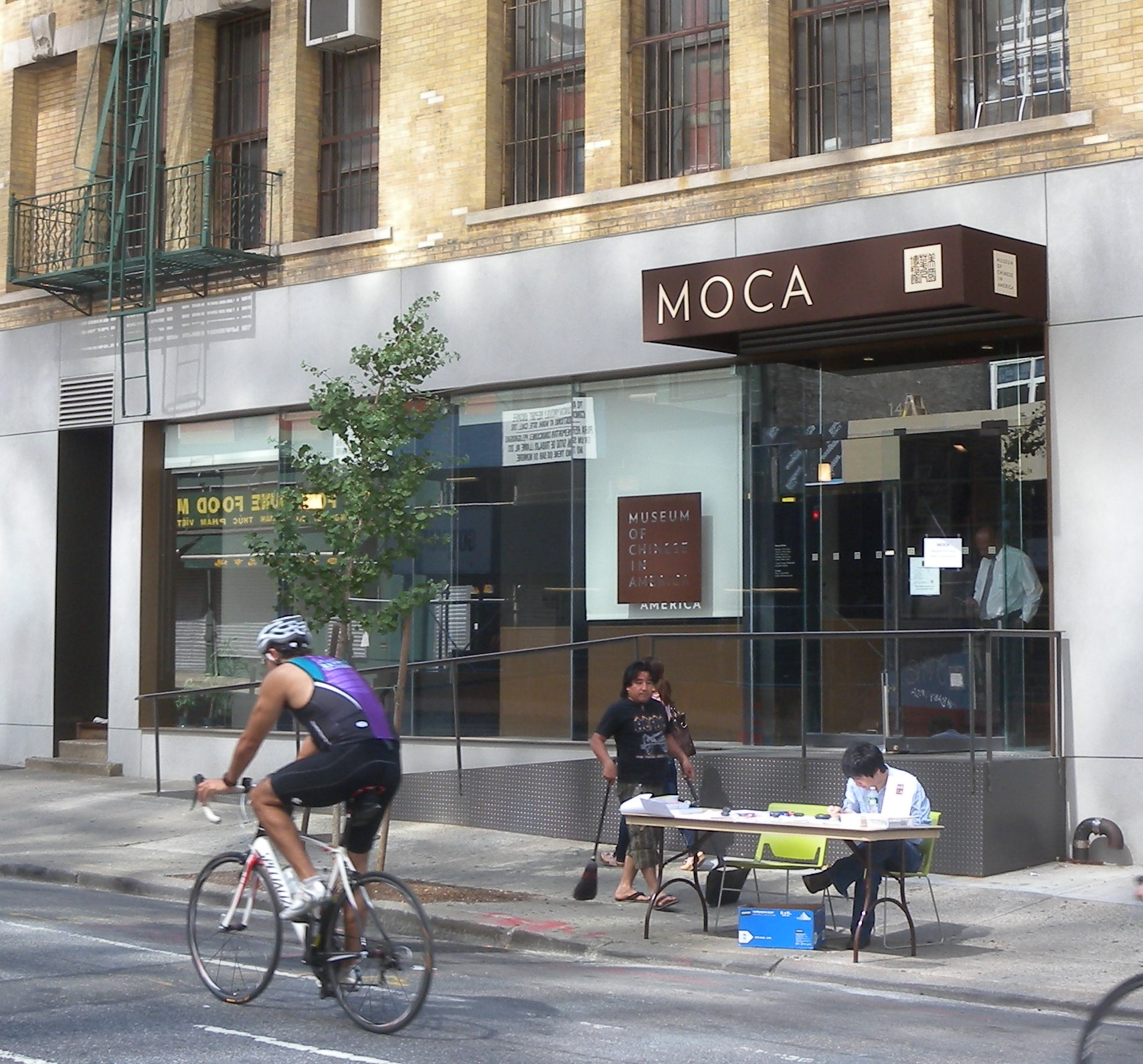
A experiência dos chineses americanos tem sido documentada no Museu dos Chineses na América, em Chinatown, Manhattan, desde 1980.

Os sino-americanos (em chinês: 華裔美國人 (tradicional) ou 华裔美国人 (simplificado); romaniz.: Huáyì Měiguórén (pinyin) são os norte-americanos de ascendência chinesa, constituindo um subgrupo de norte-americanos do leste asiático, além de outro subgrupo de norte-americanos de origem asiática. Muitos sino-americanos têm ancestrais da China continental, Hong Kong, Macau, Malásia, Singapura, Taiwan, bem como de outras regiões habitadas por grandes populações de diáspora chinesa, especialmente o Sudeste Asiático e alguns outros países, como Austrália, Canadá, França, África do Sul, Nova Zelândia e Reino Unido. Os sino-americanos incluem chineses do círculo da China e de todo o mundo que se naturalizaram cidadãos norte-americanos, bem como seus descendentes naturais nos Estados Unidos. 
A comunidade sino-americana é a maior comunidade chinesa no exterior fora da Ásia. É também a terceira maior comunidade da diáspora chinesa, atrás das comunidades chinesas na Tailândia e na Malásia. A Pesquisa Comunitária de 2016 do Censo dos EUA estimou a população de sino-americanos de uma ou mais raças em 5.081.682. De acordo com o censo de 2010, a população sino-americana era de cerca de 3,8 milhões. Em 2010, metade das pessoas nascidas na China nos Estados Unidos vivia na Califórnia e em Nova York.
Cerca de metade ou mais da população de etnia chinesa nos EUA na década de 1980 tinha raízes em Taishan, Guangdong, uma cidade no sul da China, perto da grande cidade de Guangzhou. Em geral, grande parte da população chinesa antes da década de 1990 era composta por pessoas que falavam cantonês ou taishanês do sul da China, predominantemente da província de Guangdong. Durante a década de 1980, mais imigrantes falantes de mandarim do norte da China e de Taiwan imigraram para os EUA. A população chinesa em grande parte das décadas de 1800 e 1990 estava quase inteiramente contida no oeste dos EUA, especialmente na Califórnia e em Nevada, bem como na cidade de Nova York. Originalmente, os imigrantes chineses e seus descendentes geralmente viviam em chinatowns (especialmente os de São Francisco e Nova York) ou em distritos habitados por chineses nos centros das principais cidades.

## História

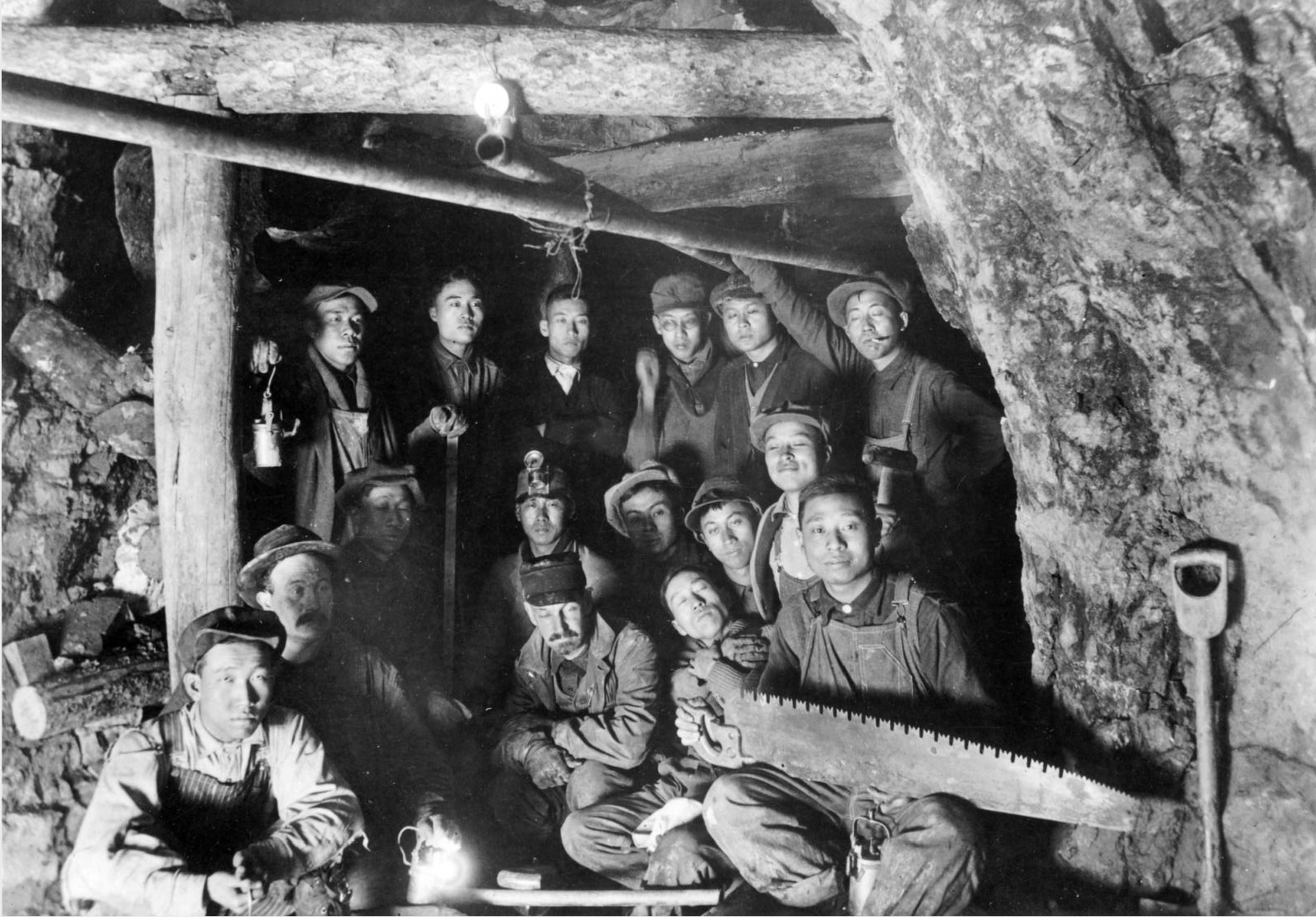
Mineiros sino-americanos na mina experimental Edgar da Escola de Minas do Colorado, perto de Idaho Springs, Colorado, por volta de 1920.

Há três grandes ondas de imigração chinesa recente para os Estados Unidos:
1. Primeira onda, iniciada em 1815, marinheiros e comerciantes do comércio marítimo sino-americano.
2. Segunda onda, de 1949 a 1980, quando a aliança da Segunda Guerra Mundial levou à revogação da Lei de Exclusão da China e à aprovação da Lei Magnuson, permitindo legalmente a naturalização de chineses americanos.
3. Terceira onda, década de 1980 até o presente, quando as restrições à emigração da China foram removidas.

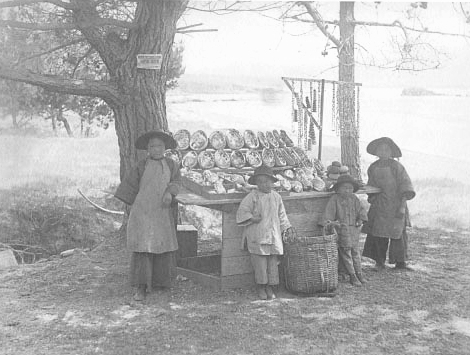
Peões de conchas chineses americanos (1918).

### Primeira onda (1815-1949)

#### Chegadas do século XIX, causa da migração
Quase todos os primeiros migrantes chineses eram jovens de vilarejos rurais de Taishan, bem como dos oito distritos da província de Guangdong. A província de Guangdong, especialmente Taishan, passou por inundações extremas e fome em meados do século XIX, bem como por agitação política em massa, como a rebelião dos Turbantes Vermelhos. Isso fez com que muitas pessoas migrassem para a América.
A grande maioria dos imigrantes chineses do século XIX nos EUA veio de uma pequena área de oito distritos no lado oeste do Delta do Rio das Pérolas, na província de Guangdong. Os oito distritos consistem em três subgrupos - os quatro distritos de Sze Yup, o distrito de Zhongshan e os três distritos de Sam Yup - cada subgrupo fala um dialeto distinto do cantonês. Nos EUA, as pessoas de Sze Yup geralmente trabalhavam como operários; as pessoas de Zhongshan se especializavam em agricultura; e as pessoas de Sam Yup trabalhavam como empreendedores.

#### Corrida do Ouro na Califórnia, construção da Ferrovia Central Pacific
Na década de 1850, os trabalhadores chineses migraram para trabalhar na Corrida do Ouro da Califórnia, e também para trabalhar na agricultura e em fábricas, especialmente no setor de vestuário. Alguns se tornaram empresários. Os chineses geralmente se estabeleceram em bairros étnicos chamados chinatowns. Em 1852, havia 25.000 imigrantes chineses na América.

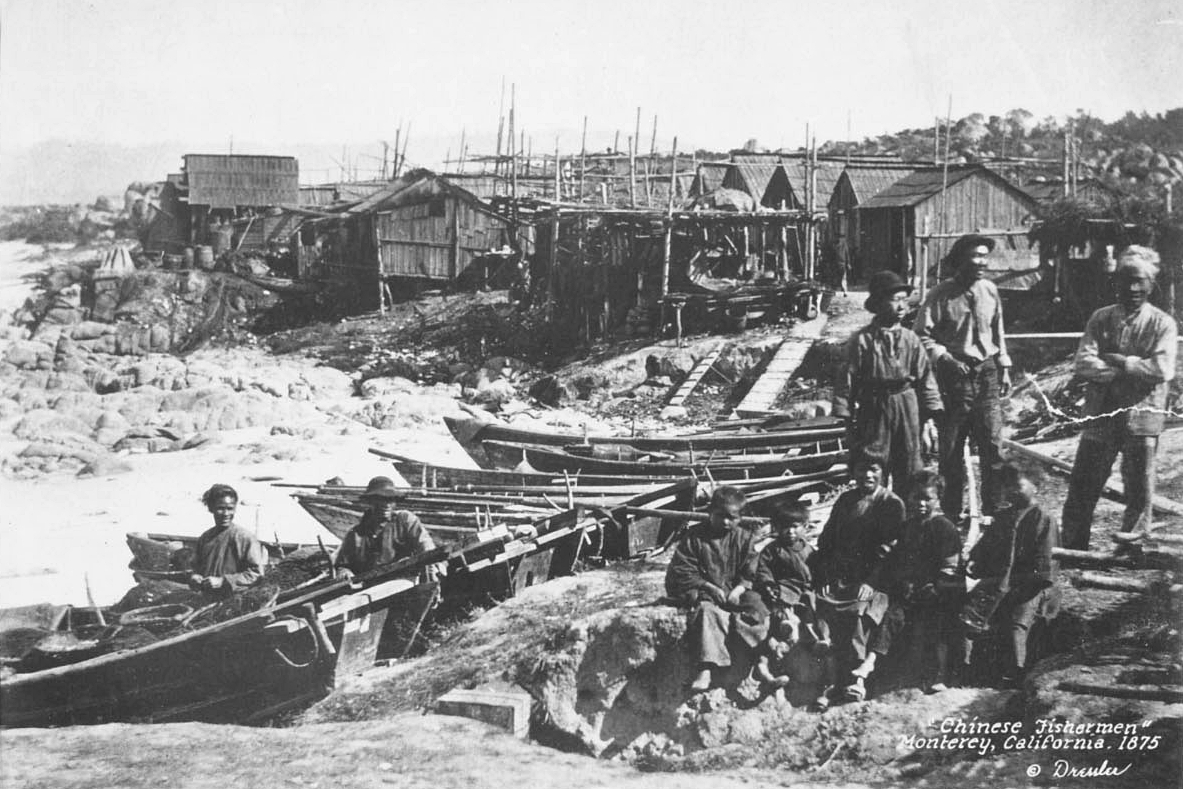
Pescador chinês-americano, por volta de 1917.

De 1860 a 1869, a Central Pacific Railroad recrutou grandes grupos de trabalhadores, muitos deles com contratos de cinco anos, para construir a Ferrovia Transcontinental. Os trabalhadores chineses construíram a maior parte da difícil rota através das montanhas de Sierra Nevada e através de Nevada. Em 1869, havia pelo menos 100.000 chineses étnicos nos Estados Unidos.

#### Leis de Exclusão da China
O Tratado Burlingame-Seward de 1868 entre os Estados Unidos e a China Qing apoiou a migração chinesa, mas a Lei Page de 1875 proibiu todas as mulheres chinesas migrantes de entrarem nos Estados Unidos. Ao chegarem aos Estados Unidos, homens e mulheres chineses eram separados uns dos outros enquanto aguardavam audiências sobre seu status de imigração, o que geralmente levava semanas. Durante esse período, as mulheres eram submetidas a longos questionamentos que se concentravam em sua vida familiar e origens. Suas respostas eram então examinadas em conjunto com outras pessoas de seu vilarejo, e quaisquer discrepâncias eram usadas para justificar a recusa de entrada. O estresse de estarem separadas da família fez com que muitas mulheres adoecessem enquanto esperavam por uma audiência. Algumas até cometeram suicídio por temerem ter o acesso ao país negado. Depois de aprovadas e autorizadas a entrar no país, as chinesas migrantes enfrentaram desafios adicionais. Muitas foram coagidas a se prostituir, sendo que mais de 60% das chinesas adultas que viviam na Califórnia em 1870 trabalhavam no comércio. Algumas mulheres foram atraídas para os EUA com a promessa de casamento apenas para se tornarem escravas sexuais, enquanto outras foram para os EUA a fim de se reunir com suas famílias. Noventa por cento das mulheres chinesas que imigraram para os EUA entre 1898 e 1908 o fizeram para se juntar a um marido ou pai. Em 1900, apenas 4.522 dos 89.837 (5%) imigrantes chineses eram mulheres.
Em 1880, o diplomata James B. Angell foi nomeado para negociar um novo tratado com a China Qing. O Tratado Angell de 1880 restringiu a imigração chinesa e proibiu a naturalização de imigrantes chineses.
Dois anos depois, a Lei de Exclusão Chinesa de 1882 proibiu todos os chineses de imigrarem por 10 anos e exigiu que todos os chineses portassem identificação. Essa foi a primeira lei a restringir a imigração na história americana. Seis anos depois, a Lei Scott de 1888 proibiu a reentrada nos Estados Unidos após uma visita à China, mesmo para residentes legais de longa data.
Em 1892, a Lei Geary foi aprovada para estender a Lei de Exclusão Chinesa e, em 1902, a proibição foi ampliada para abranger o Havaí e as Filipinas, apesar das fortes objeções do governo e do povo chinês.
Somente em 1898, como resultado da decisão da Suprema Corte no caso Estados Unidos vs. Wong Kim Ark, os chineses nascidos nos Estados Unidos tornaram-se cidadãos americanos.
As Leis de Exclusão Chinesa permaneceram como parte da legislação até 1943. Com as relações já complicadas pelos Tratados de Wangxia e Tianjian, as restrições cada vez mais severas à imigração chinesa se combinaram com a crescente discriminação contra os chineses que viviam nos Estados Unidos entre a década de 1870 e o início do século XX.

### Segunda onda (1949-1980)
Durante e após a Segunda Guerra Mundial, as severas restrições à imigração foram atenuadas quando os Estados Unidos se aliaram à China contra o expansionismo japonês. Reformas posteriores, na década de 1960, valorizaram cada vez mais a unificação familiar, permitindo que parentes de cidadãos americanos recebessem preferência na imigração.

## Museus
Há vários museus nos Estados Unidos que se concentram especificamente na experiência sino-americana e a documentam, sendo o mais proeminente o Museu do Chinês na América, em Chinatown, Manhattan, fundado em 1980, além de outros, como o Museu Sino-americano, em Los Angeles, o Museu Sino-americano de Chicago, a Sociedade Histórica Chinesa da América, em São Francisco, e o Museu Sino-americano, em Washington, D.C.

## Demografia

### População
O gráfico à direita mostra o número total de chineses étnicos nos Estados Unidos desde 1850.

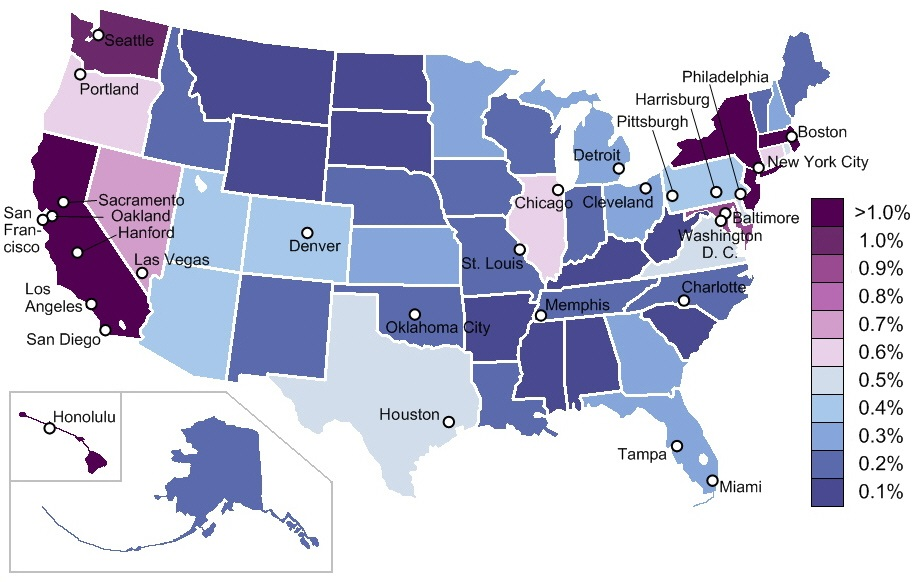
Porcentagem da população chinesa nos Estados Unidos, 2000.

### Estados com as maiores populações chinesas americanas estimadas
Os estados com as maiores populações sino-americanas estimadas, de acordo com o Censo de 2010, foram Califórnia (1.253.100; 3,4%), Nova York (577.000; 3,0%), Texas (157.000; 0,6%), Nova Jersey (134.500; 1,5%), Massachusetts (123.000; 1,9%), Illinois (104.200; 0,8%), Washington (94.200; 1,4%), Pensilvânia (85.000; 0,7%), Maryland (69.400; 1,2%), Virgínia (59.800; 0,7%) e Ohio (51.033; 0,5%). O estado do Havaí tem a maior concentração de chineses americanos, com 4,0%, ou 55.000 pessoas.

### Centros populacionais de chineses americanos
De acordo com as estimativas do Censo de 2012, as três áreas metropolitanas com as maiores populações sino-americanas foram a Área Estatística Combinada da Grande Nova York, com 735.019 pessoas, a Área Estatística Combinada de San Jose-São Francisco-Oakland, com 629.243 pessoas, e a Área Estatística Combinada da Área de Los Angeles, com cerca de 566.968 pessoas. A cidade de Nova York tem, de longe, a maior população de etnia chinesa de todas as cidades fora da Ásia, estimada em 628.763 pessoas em 2017. A cidade de Monterey Park, no condado de Los Angeles, tem a maior porcentagem de chineses americanos de todos os municípios, com 43,7% de sua população, ou 24.758 pessoas.
A área metropolitana de Nova York, que inclui a cidade de Nova York, Long Island e áreas próximas nos estados de Nova York, Nova Jersey, Connecticut e Pensilvânia, abriga a maior população sino-americana de todas as áreas metropolitanas dos Estados Unidos, com um número estimado de 893.697 pessoas em 2017 e incluindo pelo menos 12 chinatowns. A contínua e significativa imigração da China continental é impulsionada pelo status de Nova York como uma cidade global alfa, sua alta densidade populacional, seu extenso sistema de transporte de massa e o enorme mercado econômico da área metropolitana de Nova York. A Chinatown de Manhattan contém a maior concentração de etnia chinesa no hemisfério ocidental; enquanto a Chinatown de Flushing, no Queens, tornou-se a maior chinatown do mundo.
Também na Costa Leste, a Grande Boston e a área metropolitana da Filadélfia abrigam importantes comunidades sino-americanas, com as Chinatowns de Boston e da Filadélfia abrigando centros culturais importantes e diversificados. Populações significativas também podem ser encontradas na área metropolitana de Washington, com o Condado de Montgomery, Maryland, e o Condado de Fairfax, Virgínia, com 3,9% e 2,4% de sino-americanos, respectivamente. O Chinatown de Boston é o único bairro histórico chinês na Nova Inglaterra. O subúrbio de Quincy, em Boston, também tem uma população sino-americana proeminente, especialmente na área de North Quincy.
São Francisco, na Califórnia, tem a maior concentração per capita de sino-americanos de todas as grandes cidades dos Estados Unidos, com uma estimativa de 21,4%, ou 172.181 pessoas, e contém o segundo maior número total de sino-americanos de todas as cidades dos EUA. A Chinatown de São Francisco foi fundada na década de 1840, o que a torna a chinatown mais antiga da América do Norte e um dos maiores bairros de chineses fora da Ásia, composto em grande parte por imigrantes vindos da província de Guangdong e também muitos de Hong Kong. Os bairros de Sunset District e Richmond District, em São Francisco, também contêm populações chinesas significativas.
Além das grandes cidades, pequenos bolsões de sino-americanos também estão dispersos em cidades rurais, geralmente cidades universitárias, em todos os Estados Unidos. Por exemplo, o número de sino-americanos, incluindo professores universitários, médicos, profissionais e estudantes, aumentou mais de 200% de 2005 a 2010 em Providence, Rhode Island, uma pequena cidade com um grande número de faculdades.

### Renda e status social
A renda e o status social dessas localidades sino-americanas variam muito. Em 2012, cerca de 333.333 pessoas de origem chinesa que moram nos Estados Unidos não eram cidadãos americanos. Embora muitos sino-americanos em chinatowns de grandes cidades sejam frequentemente membros de uma classe trabalhadora empobrecida, outros são pessoas de classe alta com boa educação que moram em subúrbios ricos. Os chineses de classe alta e baixa também estão amplamente separados por status social e discriminação de classe. No Vale de San Gabriel, na Califórnia, por exemplo, as cidades de Monterey Park e San Marino são comunidades sino-americanas geograficamente próximas uma da outra, mas estão separadas por uma grande diferença socioeconômica.

### Centros culturais
| Classificação | Cidade        | Estado        | Sino-Americanos | Porcentagem |
| ------------- | ------------- | ------------- | --------------- | ----------- |
| 1             | São Francisco | California    | 172.181         | 21,4        |
| 2             | Honolulu      | Havaí         | 38.330          | 10,2        |
| 3             | Oakland       | California    | 34.083          | 8,7         |
| 4             | San Jose      | California    | 63.434          | 6,7         |
| 5             | Nova York     | Nova York     | 486.463         | 6,0         |
| 6             | Plano         | Texas         | 13.592          | 5,2         |
| 7             | Sacramento    | California    | 20.307          | 4,4         |
| 8             | Seattle       | Washington    | 27.216          | 4,1         |
| 9             | Boston        | Massachusetts | 24.910          | 4,0         |
| 10            | San Diego     | California    | 35.661          | 2,7         |
| 11            | Filadélfia    | Pennsilvânia  | 30.069          | 2,0         |
| 12            | Stockton      | California    | 5.188           | 1,8         |
| 13            | Los Angeles   | California    | 66.782          | 1,8         |
| 14            | Portland      | Óregon        | 9.113           | 1,7         |
| 15            | Chicago       | Illinois      | 43.228          | 1,6         |
| 16            | Anaheim       | California    | 4.738           | 1,4         |
| 17            | Houston       | Texas         | 29.429          | 1,3         |
| 18            | Austin        | Texas         | 8.886           | 1,2         |
| 19            | Pittsburgh    | Pennsilvânia  | 3.402           | 1,1         |
| 20            | Riverside     | California    | 2.985           | 1,0         |

## Status social e assimilação

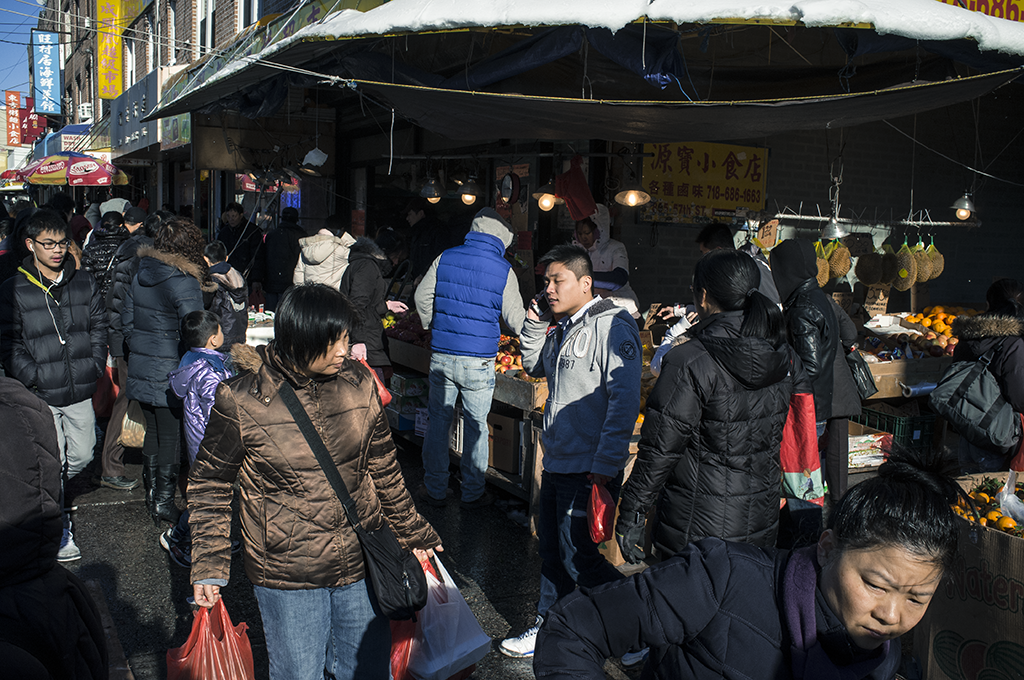
A cidade de Nova York abriga a maior população sino-americana de todas as cidades, com mais de 600.000 habitantes em 2017. Embora a maioria das chinatowns na América do Norte esteja diminuindo devido à assimilação dos sino-americanos nos subúrbios, a cidade de Nova York é a exceção. Várias chinatowns grandes em Manhattan, Brooklyn (acima) e Queens estão prosperando como enclaves tradicionalmente urbanos, já que a imigração chinesa em larga escala continua em Nova York, com a maior população chinesa metropolitana fora da Ásia, compreendendo uma estimativa de 893.697 indivíduos não raciais em 2017.

Algumas contribuições históricas chinesas dignas de nota para os Estados Unidos incluem a construção da metade ocidental da Ferrovia Transcontinental, os diques no delta do Rio Sacramento, a comida chinesa americana, a extração profunda de petróleo no Texas e a introdução da cultura chinesa e do leste asiático nos Estados Unidos, como o budismo, o taoismo e o kung fu.
Os imigrantes chineses nos Estados Unidos trouxeram muitas de suas ideias, valores e cultura com eles. Algumas delas continuaram a influenciar as gerações posteriores, como o respeito confucionista pelos mais velhos. Da mesma forma, a educação e o serviço público foram o caminho mais importante para a mobilidade social ascendente na China. O primeiro espetáculo da Broadway sobre asiático-americanos foi Flower Drum Song, que estreou na Broadway em 1958; o sucesso Chinglish estreou na Broadway em 2011.
Na maioria das cidades americanas com populações chinesas significativas, o Festival da Primavera (Ano Novo Chinês) é comemorado com festivais culturais e outras celebrações. Em Seattle, o Festival de Cultura e Artes Chinesas é realizado todos os anos. Outros festivais importantes incluem o Festival do Barco Dragão e o Festival da Lua.

## Discriminação, preconceito, depressão e suicídio

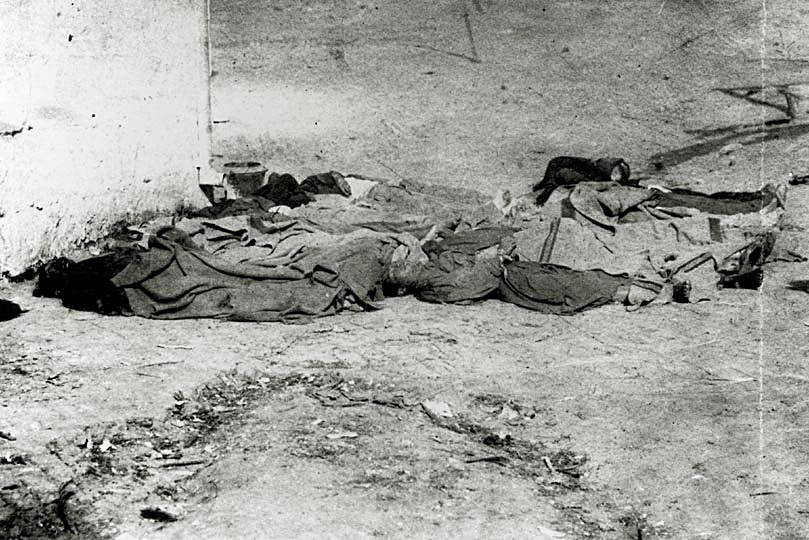
De 17 a 20 imigrantes chineses foram assassinados durante o massacre chinês de 1871 em Los Angeles.

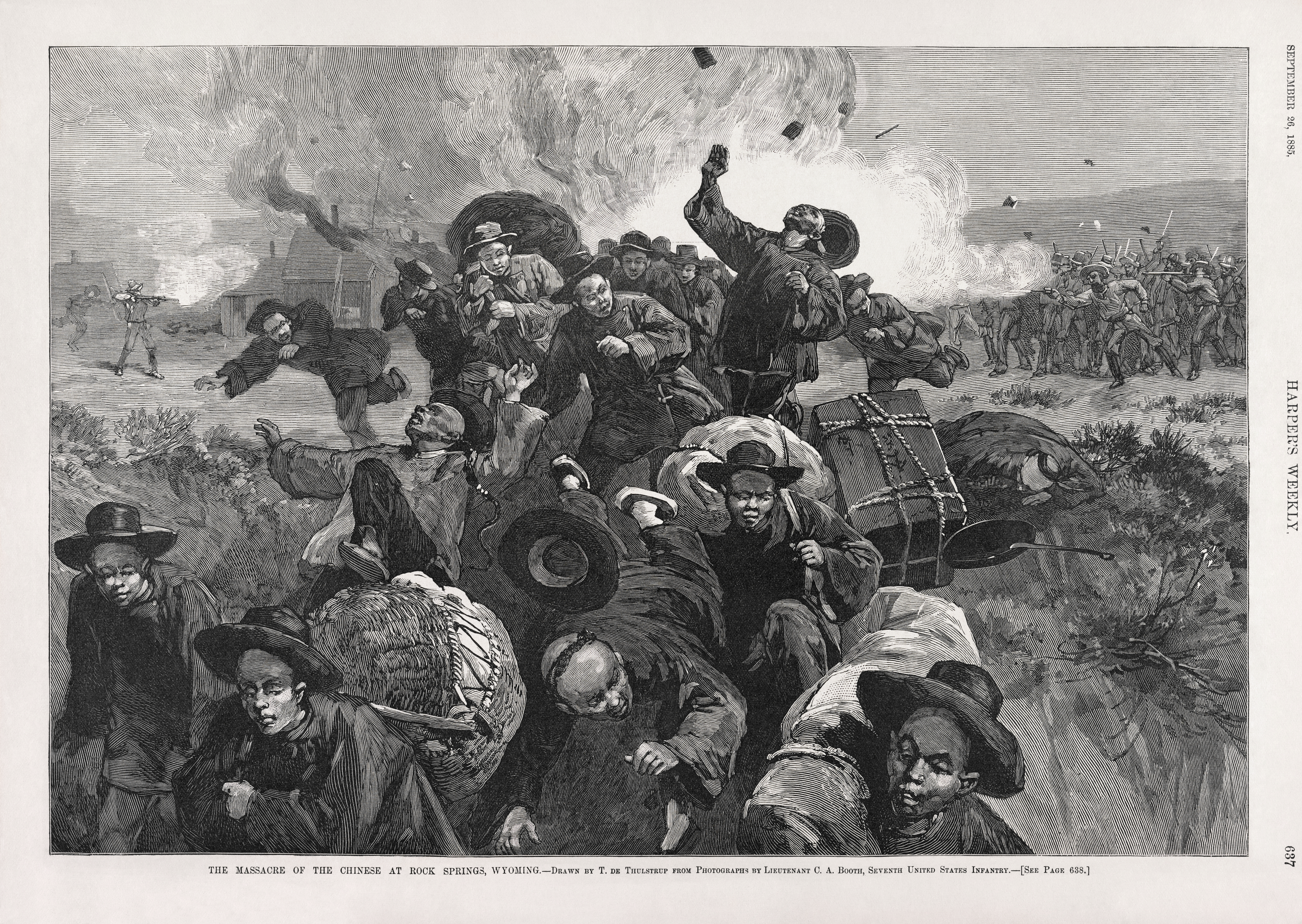
Uma ilustração do Massacre de Rock Springs de 1885, no qual pelo menos 28 imigrantes chineses foram mortos.

### Percepções e estereótipos
Uma análise de 2007 indicou que a maioria dos americanos não asiáticos não faz distinção entre os americanos chineses e os americanos do leste asiático em geral, e as percepções de ambos os grupos são quase idênticas. Uma pesquisa de 2001 sobre as atitudes dos americanos em relação aos americanos asiáticos e aos americanos chineses indicou que um quarto dos entrevistados tinha uma atitude um pouco ou muito negativa em relação aos americanos chineses em geral. No entanto, o estudo também encontrou várias percepções positivas dos americanos chineses: fortes valores familiares (91%); honestidade como empreendedores (77%); alto valor na educação (67%).

### Violência contra chineses nos Estados Unidos
Os primeiros sino-americanos tiveram dificuldades para sobreviver nos Estados Unidos devido ao preconceito, à discriminação e à violência. Em 1871, 17 a 20 imigrantes chineses foram assassinados em Los Angeles por uma multidão de cerca de 500 homens. Esse massacre de motivação racial foi um dos maiores linchamentos em massa nos Estados Unidos e ocorreu após o assassinato acidental de Robert Thompson, um fazendeiro local.
O Massacre de Rock Springs ocorreu em 1885, no qual pelo menos 28 imigrantes chineses foram mortos e outros 15 chineses ficaram feridos. Muitos mineiros brancos enfurecidos do Condado de Sweetwater se sentiram ameaçados pelos chineses e também os culparam pelo desemprego. Como resultado da competição por empregos, os mineiros brancos expressaram sua frustração cometendo atos de violência física nos quais roubaram, atiraram e esfaquearam chineses em chinatown. Os chineses rapidamente tentaram fugir, mas, ao fazê-lo, muitos deles acabaram sendo queimados vivos em suas casas, morrendo de fome em esconderijos ou expostos a predadores animais que viviam nas montanhas; alguns deles foram resgatados com sucesso por um trem que passava. Um total de 78 casas foram queimadas.
Durante o Massacre de Hells Canyon, em 1887, pelo menos 34 mineiros chineses foram mortos. Ainda não há um relato preciso do evento, mas especula-se que os mineiros chineses foram mortos a tiros durante um assalto por uma gangue de sete ladrões de cavalos armados.
Outros atos de violência cometidos contra imigrantes chineses incluem a rebelião de São Francisco de 1877, a rebelião de Issaquah e Tacoma de 1885, o ataque aos trabalhadores chineses de Squak Valley em 1885, a rebelião de Seattle de 1886 e as rebeliões raciais da Costa do Pacífico de 1907. Com a disseminação da pandemia da COVID-19, que se acredita ter começado na cidade de Wuhan, na China, foram relatados vários incidentes de xenofobia e racismo contra chineses e pessoas consideradas chinesas.

### Depressão e suicídio
Em 2008, os pesquisadores Georg Hsu e Yu Mui Wan publicaram um artigo citando o grave estigma da doença mental na comunidade sino-americana como uma barreira para o diagnóstico e o tratamento. Em um estudo de 1998 com 29 imigrantes sino-americanos diagnosticados como depressivos, mais da metade dos entrevistados evitou rotular seus sintomas como depressão. Embora os pacientes tenham sido capazes de identificar e relatar com precisão os sintomas depressivos, como "irritabilidade" e "ruminação", os pacientes eram mais propensos a atribuir sua depressão a sintomas somáticos e físicos do que a um estado psicológico.
Entre os jovens asiático-americanos em 1980, o suicídio foi responsável por 20,8% das mortes de mulheres sino-americanas; entre os homens, foi responsável por 15,1% das mortes. O estudo também relatou que as taxas de suicídio entre os idosos sino-americanos eram mais altas do que a taxa nacional de suicídio de afro-americanos, hispânicos e nativos americanos.
Um estudo publicado no Journal of Aging and Health afirmou que 18% a 29,4% dos adultos chineses mais velhos na América do Norte tinham pelo menos um nível leve de depressão, o que era mais alto do que em outros grupos étnicos. Além disso, o estudo relatou que esses sintomas depressivos entre os adultos chineses mais velhos "tendem a permanecer sem tratamento".

## Línguas
De acordo com o Departamento do Censo dos Estados Unidos, as diversas variedades do chinês constituem o terceiro idioma mais falado nos Estados Unidos. É quase totalmente falado pelas populações sino-americanas e por imigrantes ou descendentes de imigrantes, especialmente na Califórnia. Em 2002, mais de 2 milhões de norte-americanos falavam alguma variedade ou dialeto do chinês, com o chinês padrão (mandarim) se tornando cada vez mais comum devido à nova imigração da China e suplantando o cantonês e o taishanês, anteriormente difundidos.
Na cidade de Nova York, embora o mandarim seja falado como idioma nativo por apenas 10% dos falantes de chinês nascidos nos Estados Unidos, ele é usado como um dialeto secundário ao inglês. Além disso, a imigração de Fuzhou, Fujian, traz uma população significativa de pessoas de Fuzhou (Min Dong), especialmente falantes do dialeto Changle, para grandes cidades como Nova York, São Francisco e Boston. As pessoas que vêm de Fujian (região de Min Nan), Chaoshan, Taiwan e Sudeste Asiático usam principalmente o dialeto Min Nan (Hokkien e Teochew) como língua materna. Variedades do chinês Wu, especialmente o xangainês e o mutuamente ininteligível wenzhou, são faladas por uma minoria de imigrantes chineses recentes vindos de Jiangsu, Zhejiang e Xangai.
Embora muitos sino-americanos tenham crescido aprendendo inglês, alguns ensinam seus filhos a falar chinês por vários motivos: preservação de uma civilização antiga, preservação de uma identidade de grupo, preservação de seus ancestrais culturais, desejo de se comunicar facilmente entre si e com seus parentes e a percepção de que o chinês é um idioma muito útil. O padrão oficial para avisos e sinalizações públicas dos Estados Unidos é o chinês tradicional.

## Religião
Religiões dos chineses americanos (2012)
A maioria dos sino-americanos não relata uma afiliação religiosa. 43% dos sino-americanos mudaram para uma religião diferente e 54% permaneceram na religião de sua infância durante sua vida. De acordo com a pesquisa asiático-americana do Centro de Pesquisas Pew de 2012, 52% dos sino-americanos com 15 anos ou mais disseram não ter nenhuma afiliação religiosa. Isso também é comparado com a afiliação religiosa da média asiático-americana de 26% e uma média nacional de 19%.
Dos entrevistados da pesquisa, 15% eram budistas, 8% eram católicos e 22% pertenciam a uma denominação protestante. Cerca de metade dos sino-americanos (52%) - incluindo 55% dos nascidos nos EUA e 51% dos nascidos no exterior - se descrevem como religiosamente não afiliados.
Há também muitos chineses na cidade de Nova York que se identificam como judeus devido ao casamento com judeus. Alguns postulam que o judaísmo tem hábitos semelhantes aos do confucionismo, como a ênfase na erudição.
Há uma porcentagem significativamente maior de cristãos chineses nos Estados Unidos do que na China, pois os cristãos chineses fogem da perseguição comunista chinesa para os Estados Unidos.

### Lista de templos chineses nos Estados Unidos
- Templo de Kwan Tai (武帝廟), localizado em Mendocino, Califórnia.
- Templo Bok Kai (北溪廟), localizado na cidade de Marysville, Califórnia.
- Templo Kong Chow (岡州古廟), localizado em São Francisco, Califórnia.
- Templo Tin How (天后古廟), localizado na Chinatown de São Francisco, Califórnia.
- Templo Oroville Chinese (列聖宮), localizado em 
Oroville, Califórnia.
- Templo Ma-Tsu (美國舊金山媽祖廟朝聖宮), localizado na Chinatown de São Francisco, Califórnia.
- Casa Weaverville Joss (雲林廟), localizada no centro da cidade de Weaverville, Califórnia.
- Templo Pao Fa (寶法寺), localizado em Irvine, Califórnia.
- Templo Hsu Yun (虛雲禪寺), localizado em Honolulu, Havaí.
- Templo Hsi Lai (佛光山西來寺), localizado no norte de Puente Hills, Hacienda Heights, Califórnia.
- Cidade dos Dez Mil Budas (萬佛聖城), localizada em Talmage, Califórnia.
- Mosteiro de Chuang Yen (莊嚴寺), localizado em Kent, Putnam County, New York

## Política

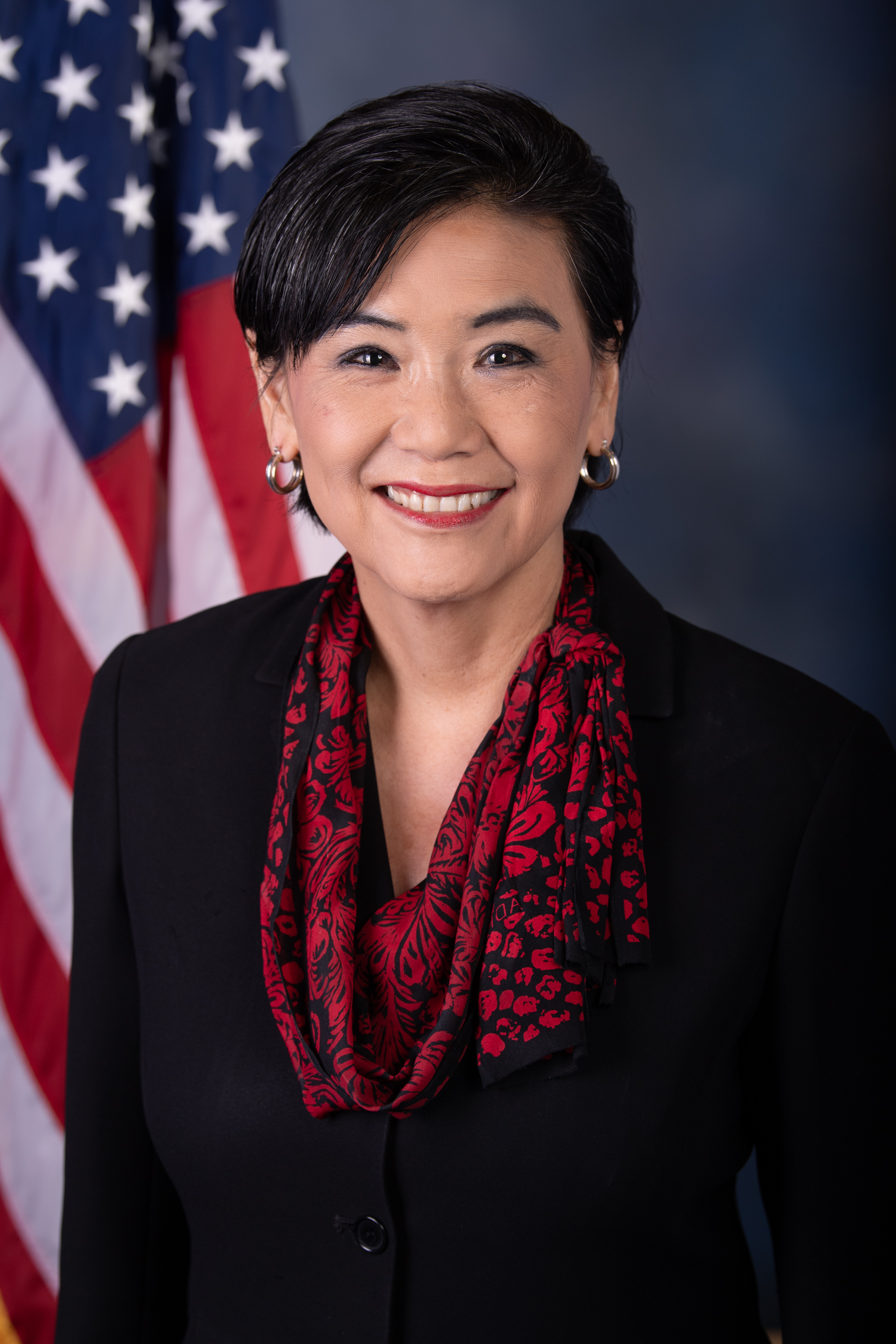
Judy Chu, a primeira mulher sino-americana eleita para o Congresso.

Os sino-americanos estão divididos em vários subgrupos com base em fatores como idade, nacionalidade e status socioeconômico, além de políticas entre a China e os Estados Unidos e o nacionalismo chinês. Diferentes subgrupos de sino-americanos também têm prioridades e metas políticas radicalmente diferentes e, às vezes, conflitantes.
Em 2013, os sino-americanos eram a etnia asiático-americana com menor probabilidade de se filiar a um partido político.
Os sino-americanos tendem a se agrupar em estados de maioria democrata e votaram cada vez mais nos democratas nas eleições presidenciais próximas a 2013, seguindo a tendência dos asiático-americanos em geral, excluindo os vietnamitas-americanos. Uma pesquisa realizada pouco antes da eleição presidencial de 2004 nos EUA revelou que John Kerry era favorecido por 58% dos sino-americanos e George W. Bush por apenas 23%, em comparação com uma divisão de 54/44 na Califórnia, 58/40 em Nova York e 48/51 nos Estados Unidos como um todo no próprio dia da eleição. Na eleição presidencial de 2012, 81% dos eleitores sino-americanos escolheram Barack Obama em vez de Mitt Romney.

## Imigração moderna
O crescimento econômico na República Popular da China deu aos chineses do continente mais oportunidades de emigrar. Uma pesquisa de 2011 mostrou que 60% dos milionários chineses estavam planejando emigrar, sendo que 40% dos milionários chineses escolheram os Estados Unidos como o principal destino para a imigração. O visto de investimento EB-5 permite que muitos chineses busquem a cidadania dos EUA. Ele tem uma cota anual de cerca de 10.000 solicitantes ou famílias, e relatórios recentes mostram que 75% dos solicitantes desse visto em 2011 eram chineses. De acordo com esse programa, os solicitantes, juntamente com seus cônjuges e filhos solteiros com menos de 21 anos de idade, poderão solicitar a residência permanente nos EUA como um grupo. Como o programa EB-5 permite que os candidatos se inscrevam como uma família, foi relatado que ele é um método significativo para os estudantes chineses obterem autorização para trabalhar nos Estados Unidos. Os multimilionários chineses foram os que mais se beneficiaram do Programa de Investidor Imigrante EB-5 nos EUA, desde que a pessoa tenha pelo menos US$ 500.000 para investir em projetos listados pelos Serviços de Cidadania e Imigração dos Estados Unidos (USCIS), onde é possível obter um green card EB-5 que vem com direitos de residência permanente nos EUA, mas somente quando o programa for aprovado. O visto H-1B também está se tornando uma das principais vias de imigração para os chineses, com 9% das petições aprovadas em 2016.

### Imigração ilegal
Antes de 1882, não havia limites à imigração para os Estados Unidos, mas com a Lei de Exclusão Chinesa, pela primeira vez na história americana, a imigração foi considerada ilegal. Essa legislação foi parcialmente revogada em 1943, com a Lei Magnuson, e só foi totalmente revogada em 1965. A história da imigração ilegal de chineses para os Estados Unidos remonta ao século XIX. O contrabando de imigrantes sem autorização aumentou durante a década de 1990 após as mudanças de política do governo americano, mas, no século XXI, alguns retornaram à China devido ao crescimento de sua economia. Em 2017, estima-se que mais de um quarto de milhão de imigrantes residam nos Estados Unidos sem autorização da China. Em 2015, havia cerca de 39.000 cidadãos chineses que deveriam ser deportados; no entanto, o governo da República Popular da China não havia fornecido a documentação para verificar sua cidadania. Em 2017, a China foi descrita como tendo se tornado uma das principais fontes de novos imigrantes sem autorização.

## Aspectos socioeconômicos

### Nível de escolaridade
De modo geral, como grupo demográfico, os sino-americanos têm um nível de escolaridade mais alto, uma porcentagem maior de pessoas que trabalham em ocupações profissionais e de colarinho branco selecionadas e têm uma renda familiar média mais alta em comparação com outros grupos demográficos dos Estados Unidos. As conquistas educacionais dos chineses nos Estados Unidos são uma das mais altas entre os asiático-americanos e também entre todos os grupos étnicos dos Estados Unidos. Os sino-americanos geralmente têm algumas das médias mais altas em testes como SAT, ACT, GRE etc. nos Estados Unidos. Embora as pontuações verbais estejam um pouco defasadas devido ao influxo de novos imigrantes, as pontuações combinadas do SAT também têm sido mais altas do que as da maioria dos americanos. Com pontuações acima da média no SAT e no ACT, bem como no GPA, os sino-americanos têm maior probabilidade de se candidatar a instituições de ensino superior de elite e competitivas.
A China envia o maior número de estudantes internacionais para os EUA, com os estudantes chineses representando 33,2% da população de estudantes internacionais. No ano letivo de 2017-2018, havia cerca de 363.000 alunos matriculados no ensino superior. Os alunos chineses também representam 32,2% dos alunos de graduação e 48,8% dos alunos de pós-graduação.

### Estudantes internacionais
Os alunos estrangeiros que estudam em várias instituições de ensino superior nos Estados Unidos representam uma porcentagem significativa do corpo discente internacional. De acordo com um relatório da Instituição Brookings  que analisa as aprovações de vistos de estudantes estrangeiros de 2008 a 2012, a Universidade Estadual de Michigan (MSU) tem o maior número de matrículas de estudantes internacionais chineses nos Estados Unidos, com cerca de 4.700 cidadãos chineses matriculados durante o período do estudo, representando 62% dos 7.568 estudantes internacionais matriculados na MSU. Os alunos internacionais de graduação, que representam 38% do corpo de alunos de graduação da Purdue, vêm da China mais do que de qualquer outro país. Os estudantes internacionais chineses representam 49,8% de todos os estudantes internacionais da Universidade do Sul da Califórnia. Os alunos internacionais chineses também representam 60% dos 6.039 alunos internacionais matriculados na Universidade Estadual de Ohio. A China continental é o principal país emissor de alunos internacionais para os Estados Unidos. Após a década de 1970, a globalização e a Lei de Reforma e Abertura da China resultaram em uma economia em crescimento, mais famílias de classe média da China puderam pagar as mensalidades das faculdades americanas, o que levou um fluxo de alunos chineses a estudar no exterior nos Estados Unidos. Com uma formação educacional mais diversificada e um nível mais alto de proficiência em inglês, os estudantes chineses internacionais também valorizam os diplomas americanos, pois isso lhes dá uma vantagem notável sobre seus colegas com formação universitária na China quando retornam ao seu país de origem para procurar emprego.

### Escolha da instituição
Devido às diferenças culturais e aos fatores socioeconômicos, muitos estudantes internacionais chineses são orientados para o prestígio e para o nome da marca, escolhendo como escolas-alvo institutos de ensino superior de elite classificados nacionalmente, como Harvard, Stanford e MIT, nos Estados Unidos. Os alunos chineses internacionais também são amplamente encontrados em muitas faculdades de artes liberais de elite, como a Faculdade Barnard e a Faculdade Mount Holyoke. Os alunos da China gravitam em torno das faculdades e universidades americanas por sua alta qualidade e pelo estilo de educação que enfatiza abordagens interdisciplinares, análise argumentativa, criatividade, participação do aluno e pensamento crítico.

### Escolha da área de estudo
Como resultado das diferenças nos fatores culturais, além do amplo envolvimento dos pais e das preferências da família no processo de tomada de decisão com relação aos cursos universitários mais adequados para a futura carreira. Os estudantes internacionais chineses tendem a gravitar em torno de cursos técnicos e científicos que envolvem o uso intenso de matemática, como engenharia; ciências formais, como ciência da computação, estatística e matemática; e ciências naturais, como física, química e biologia, em comparação com as ciências sociais e humanas. Esses fatores, aliados à crescente afluência econômica e riqueza no Leste Asiático, levaram muitos pais chineses modernos, oriundos de famílias de classe média e alta, a ver e aproveitar os benefícios de aproveitar a ciência e a tecnologia modernas como meio de traçar um caminho para acelerar o avanço econômico da China e do restante do Leste Asiático no futuro. Como os pais chineses modernos, assim como outros pais do Leste Asiático, valorizam a educação e dão mais valor aos campos relacionados a STEM, pois consideram que eles levam a uma carreira mais prática, com resultados socioeconômicos mais lucrativos para seus filhos, em comparação com as artes liberais, ciências sociais e humanidades.
Enquanto 27,5% dos estudantes chineses internacionais escolheram administração de empresas, finanças ou economia como sua futura área de estudo e foco acadêmico, 19,2% dos estudantes chineses internacionais estudam engenharia, 11,5% optaram por ciências da vida e 10,6% estudam matemática e ciência da computação.
Em grande parte devido à imigração educacional, entre os americanos que receberam o título de PhD em áreas relacionadas à ciência e engenharia, 25% são descendentes de chineses.

### Nível de educação
De acordo com o Escritório de Censos Estatísticos Trabalhistas dos EUA de 2021, 58,6% de todos os sino-americanos obtiveram pelo menos um diploma de bacharel, em comparação com 35,0% em nível nacional e 56,4% para todos os grupos asiático-americanos. O Censo dos EUA de 2021 também informa que 60,6% dos homens sino-americanos obtiveram um diploma de bacharel e 56,9% das mulheres sino-americanas obtiveram um diploma de bacharel, no mínimo. Além disso, 31,0% de todos os sino-americanos nos Estados Unidos possuem pelo menos um mestrado, doutorado ou outro diploma de pós-graduação e profissional, em comparação com 25,8% de todos os asiático-americanos, e está um pouco mais de duas vezes acima da média nacional de 13,8%.
| Etnia                   | Porcentagem da população |
| ----------------------- | ------------------------ |
| Chinês                  | 58.6%                    |
| Japonês                 | 54.6%                    |
| Coreano                 | 60.7%                    |
| Asiático                | 56.4%                    |
| Taiwanês                | 80.8%                    |
| População total dos EUA | 35.0%                    |

### Emprego

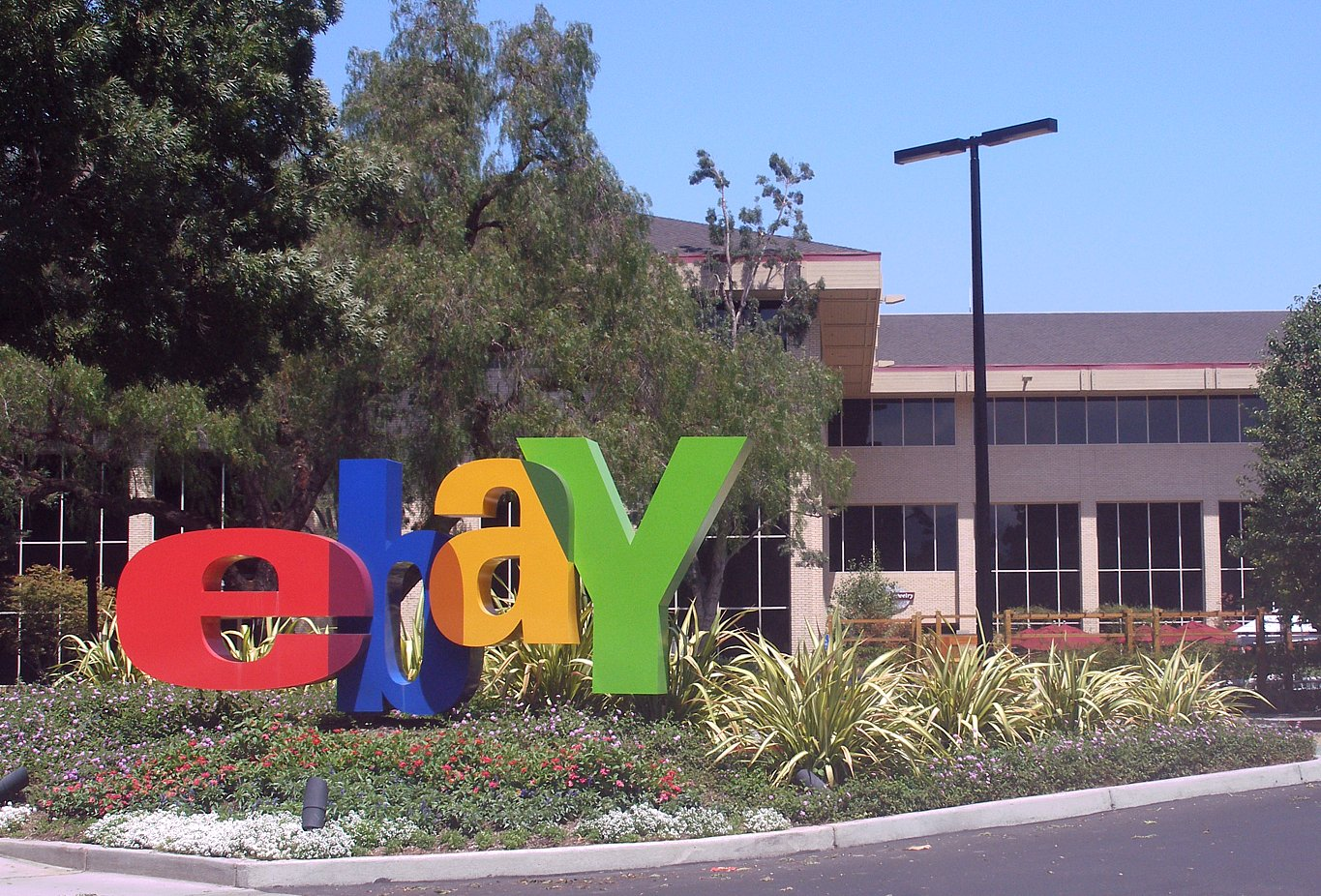
Conglomerados de tecnologia, como o eBay, localizados em centros de alta tecnologia nos Estados Unidos, incluindo o Vale do Silício, na Califórnia, tornaram-se destinos atraentes de emprego para sino-americanos com conjuntos de habilidades técnicas e empreendedores de tecnologia chineses nascidos no exterior que desejam iniciar ou expandir seus próprios negócios.

#### Percepções e mudanças
Houve uma mudança significativa nas percepções sobre os chineses americanos entre a população americana em geral. Em apenas 100 anos de história americana, os estereótipos dos chineses e de outros americanos do leste asiático deixaram de ser vistos como trabalhadores braçais (coolies) sem instrução e sem trabalho, enredados em um ciclo de miséria socioeconômica, e passaram a ser retratados como um grupo minoritário inteligente, consciente e educado. A maioria dos sino-americanos trabalha como profissionais de colarinho branco, muitos dos quais são profissionais altamente qualificados e assalariados, cujo trabalho é em grande parte autodirigido em ocupações gerenciais, profissionais e afins, como engenharia, medicina, finanças, direito e academia. 63,1% dos sino-americanos trabalham em profissões de colarinho branco, em comparação com 57,5% para todos os asiático-americanos e uma média nacional dos EUA de 42,2%. Os sino-americanos também representam um terço da força de trabalho profissional de alta tecnologia asiático-americana e um décimo de toda a força de trabalho do Vale do Silício. As taxas de desemprego sino-americanas são comparáveis à média geral da população dos EUA, com um número de 6,4% em comparação com uma taxa nacional de 6,3% em 2021.

#### Medicina
Entre 2008 e 2017, o número de médicos formados na China atuando nos Estados Unidos aumentou 38,1%, e o número total de médicos formados na China atuando ativamente nos Estados Unidos foi de cerca de 0,6% da força de trabalho médica ativa em 2017.

#### Setor de tecnologia
Muitos sino-americanos com formação e habilidades técnicas e de engenharia se reuniram e se voltaram para o centro de alta tecnologia do Vale do Silício, nos Estados Unidos, em busca de oportunidades de emprego ou para iniciar seus próprios negócios, dando início a possíveis startups de ciência da computação e programação como forma de aproveitar suas habilidades técnicas, capitalizando a imensa riqueza da região em capital de risco, experiência em negócios e incentivos financeiros para cultivar a inovação tecnológica. A etnia chinesa tem sido bem-sucedida em abrir novas empresas em centros de tecnologia nos Estados Unidos. Os sino-americanos tiveram uma grande desproporção de sucesso empresarial e de investimento em vários centros e setores de alta tecnologia sediados nos EUA, conforme evidenciado pela compilação da Goldsea de 2010 dos 100 Empreendedores Asiáticos mais Bem-sucedidos dos Estados Unidos. Os sino-americanos representaram 4% das pessoas listadas na Lista Hi Tech 100 da Forbes de 1998.
Annalee Saxenian, professora da Universidade da Califórnia em Berkeley, cujos interesses de pesquisa acadêmica incluem a contribuição dos imigrantes chineses na tecnologia dos Estados Unidos, conclui que no Vale do Silício, realizou um estudo que mostrou que, desde 1998, uma em cada cinco empresas iniciantes de alta tecnologia no Vale do Silício era liderada por chineses americanos. No mesmo ano, cinco das oito empresas de crescimento mais rápido tinham um líder executivo de ascendência chinesa, com exceção do Yahoo!, cujo Jerry Yang era fundador e proprietário, mas não ocupava um cargo de liderança executiva. No Vale do Silício, há pelo menos duas a três dúzias de organizações sino-americanas de acordo com interesses profissionais, cada uma com pelo menos 100 membros, sendo que uma organização proeminente é o Comitê dos 100. Imigrantes da China continental e de Taiwan foram os principais fundadores de 12,8% de todas as empresas iniciantes do Vale do Silício entre 1995 e 2005. Quase 6% dos imigrantes que fundaram empresas no campo de serviços relacionados à inovação/manufatura são da China.
Uma pesquisa financiada pelo Instituto de Políticas Públicas da Califórnia indica que, em 1996, 1.786 empresas de tecnologia do Vale do Silício, com US$ 12,5 bilhões em vendas e 46.000 funcionários, eram dirigidas por executivos de ascendência indiana ou chinesa. Além disso, o ritmo do empreendedorismo entre os imigrantes locais tem aumentado rapidamente. Enquanto os executivos de origem chinesa ou indiana estavam à frente de 13% das empresas de tecnologia do Vale do Silício iniciadas entre 1980 e 1985, eles também estavam à frente de 27% das mais de 4.000 empresas iniciadas entre 1991 e 1996. As empresas iniciantes continuam sendo a principal fonte de novas ideias e inovação para os empreendedores sino-americanos da Internet. Muitos deles estão empregados ou diretamente envolvidos em novas atividades de startup. A participação proporcional de empresas iniciantes de etnia chinesa no Vale do Silício disparou de 9% em 1980-1984 para cerca de 20% entre 1995 e 1998. Em 2006, os empreendedores de alta tecnologia sino-americanos estavam por trás de 20% de todas as empresas iniciantes do Vale do Silício, liderando 2.000 empresas do Vale do Silício e empregando 58.000 trabalhadores. Atualmente, os sino-americanos ainda continuam a possuir cerca de 20% de todas as empresas de tecnologia da informação sediadas nos EUA que foram fundadas no Vale do Silício desde 1980.
Diversas organizações profissionais foram criadas na década de 1990 como uma rede de apoio para as empresas iniciantes de alta tecnologia sino-americanas no Vale. Entre 1980 e 1999, 17% das 11.443 empresas de alta tecnologia do Vale do Silício, incluindo cerca de 40 empresas de capital aberto, eram controladas por um proprietário de ascendência chinesa. Em 1990, os sino-americanos constituíam um terço da força de trabalho profissional de alta tecnologia asiático-americana, além de 11% de toda a força de trabalho profissional do Vale do Silício. Em 1998, os sino-americanos gerenciavam 2001 empresas, empregando 41.684 funcionários, e geravam 13,2 bilhões em vendas. Eles também foram responsáveis por tanto 17% de todos os proprietários de empresas de alta tecnologia, como 10% da força de trabalho profissional de alta tecnologia no Vale e 13,5% do total de vendas, tudo isso enquanto representavam menos de 1% da população dos EUA na época.

#### Trabalho autônomo e empreendedorismo
Os sino-americanos também são conhecidos por suas altas taxas de trabalho autônomo, pois têm um extenso histórico de abertura e propriedade de seus próprios negócios por meio de vários meios de trabalho autônomo que remontam à corrida do ouro na Califórnia na década de 1880. Entretanto, como as gerações mais recentes de sino-americanos optaram por buscar o ensino superior como outra porta de entrada para se elevarem socioeconomicamente, as taxas de trabalho autônomo têm sido geralmente mais baixas do que a média da população. Em 2007, havia mais de 109.614 empresas empregadoras de propriedade chinesa, empregando mais de 780.000 trabalhadores e gerando mais de US$ 128 bilhões em receita.
Entre as empresas americanas de propriedade chinesa, 40% estavam no setor de serviços profissionais, científicos e técnicos, no setor de serviços de hospedagem e alimentação e no setor de serviços de reparo, manutenção, pessoais e de lavanderia. As empresas americanas de propriedade chinesa representavam 2% de todas as empresas americanas nesses setores. O comércio atacadista e os serviços de hospedagem e alimentação foram responsáveis por 50,4% da receita das empresas de propriedade chinesa. 66.505 ou 15,7% das empresas de propriedade chinesa tiveram receitas de US$ 250.000 ou mais, em comparação com 2% de todas as empresas dos EUA.

### Economia
Com suas taxas de escolaridade acima da média, os sino-americanos de todas as origens socioeconômicas alcançaram avanços significativos em seus níveis educacionais, prestígio ocupacional, renda pessoal e familiar, expectativa de vida e outros indicadores socioeconômicos. Como as amplas oportunidades financeiras e socioeconômicas oferecidas pelos Estados Unidos tiraram muitos sino-americanos da pobreza e permitiram que grande parte da comunidade canalizasse sua mobilidade social, elevando-os às fileiras da classe média e média alta dos Estados Unidos, bem como ao desfrute de um bem-estar substancialmente alto em relação a outros grupos étnico-raciais minoritários nos Estados Unidos. Entretanto, a riqueza dos sino-americanos varia muito de acordo com a região: Por exemplo, na cidade de Nova York, 22% dos sino-americanos vivem na pobreza.
É mais provável que os sino-americanos tenham casa própria do que a população americana em geral. De acordo com o Censo dos Estados Unidos de 2000, 65% dos sino-americanos possuíam casa própria, acima da taxa de 54% da população total. Em 2003, o economista do setor imobiliário Gary Painter, do Centro Lusk de Pesquisas Imobiliárias da Universidade do Sul da Califórnia, descobriu que, ao comparar proprietários de imóveis com níveis de renda semelhantes em Los Angeles, a taxa de propriedade de imóveis dos sino-americanos é 20% maior do que a dos brancos; em São Francisco, 23% maior; e na área metropolitana de Nova York, 18% maior.  Em um relatório de 2008 da Associação Asiática de Imóveis da América, divulgado em nome da pesquisa da comunidade americana, os sino-americanos que moram nos estados do Texas, Nova York e Califórnia apresentaram altas taxas de propriedade de imóveis que estavam significativamente próximas ou acima da média da população em geral.
De acordo com o Censo dos EUA de 2021, os homens sino-americanos tinham uma renda média em tempo integral de US$ 91.138 e as mulheres sino-americanas tinham uma renda média de US$ 75.148. Os sino-americanos também têm uma das maiores rendas familiares medianas em comparação com seus colegas da comunidade americana do leste asiático. E também uma das mais altas entre a maioria dos grupos demográficos étnico-raciais minoritários e não brancos dos Estados Unidos, que é aproximadamente um terço mais alta do que a média nacional dos EUA, mas é um pouco mais baixa em comparação com a população asiático-americana em geral.
| Etnia                   | Renda familiar |
| ----------------------- | -------------- |
| Japonês                 | $87,789        |
| Taiwanês                | $119,022       |
| Asiático                | $100,572       |
| Chinês                  | $93,007        |
| Coreano                 | $82,946        |
| População total dos EUA | $69,717        |

Apesar dos indicadores econômicos e padrões socioeconômicos extremamente positivos em comparação com outros grupos étnico-raciais não brancos nos Estados Unidos, observou-se que a comunidade sino-americana é afetada por vários impedimentos econômicos, incluindo a discriminação institucionalizada contra pesquisadores, engenheiros e cientistas STEM de ascendência chinesa. Embora a renda média das famílias sino-americanas permaneça acima da maioria dos grupos étnico-raciais não brancos nos Estados Unidos, estudos realizados após a crise financeira de 2008 revelaram que os homens do Leste Asiático testemunharam a maior taxa de desemprego persistente de longo prazo. Além disso, estudos mostraram que os asiático-americanos foram discriminados em empresas com salários mais baixos, mesmo em grandes empresas de alta tecnologia, como o Google.

## Genética

### Estudos sobre a genética dos sino-americanos
Uma pesquisa sobre os padrões de todo o genoma da variação comum do DNA em diferentes populações humanas (afro-americanas, asiático-americanas e euro-americanas) encontrou alguns polimorfismos de nucleotídeo único (SNPs) comuns nessas três populações com ancestralidade diversa. Nas amostras de chineses da etnia Han nos Estados Unidos, 74% do total de SNPs têm dois alelos, e a maioria dos SNPs segregantes tem uma frequência de alelo menor (MAF) superior a 10%. Outro ponto notável é que as MAFs mostram distribuições semelhantes nas populações de europeus americanos e chineses Han. Além disso, o haplótipo mais raro está ausente nas amostras de chineses da etnia Han, e eles também possuem um alto nível de redundância.
Um estudo que analisa a subestrutura genética do Leste Asiático usando matrizes SNP de todo o genoma foi realizado com mais de 200.000 genótipos de pessoas de ascendência do Leste Asiático. As populações continentais são do Painel de Diversidade do Genoma Humano (Cambojano, Yi, Daur, Mongol, Lahu, Dai, Hezhen, Miaozu, Naxi, Oroqen, She, Tu, Tujia, Xibo e Yakut), HapMap (Chinês Han e Japonês), bem como indivíduos do Leste Asiático ou do Leste Asiático-Americano de ascendência vietnamita, coreana, filipina e chinesa. Uma compreensão clara da subestrutura genética de qualquer população ajuda nos estudos de doenças complexas, bem como na elaboração e execução de testes de associação. Os resultados desse estudo identificaram marcadores que podem não apenas reduzir os erros do tipo 1 em futuros estudos de doenças genéticas, mas também identificar grupos homogêneos e, portanto, tornar esse estudo mais poderoso.
O grupo de chineses americanos no mesmo estudo consiste em indivíduos com origens no norte da China, sul da China e Taiwan. Esse grupo foi emparelhado com chineses Han de Pequim, e os resultados indicam que os valores de diferenciação populacional foram pequenos (<0,0025). Há substancialmente menos subestrutura genética entre os chineses da etnia Han e os chineses americanos, em comparação com os grupos chineses da etnia Han, japoneses e coreanos, mas ainda há uma subestrutura no componente principal, de acordo com o teste de confiabilidade de metade dividida.
Outro estudo com o objetivo de estimar o perfil de risco cardiometabólico de adultos chineses com diabetes também é útil para revelar a genômica pessoal dos sino-americanos. Nesse estudo, todos os indivíduos têm mais de 18 anos e não são institucionalizados. Os resultados derivados de um projeto de amostragem probabilística complexa, de vários estágios, mostram que 12.607 dos 98.658 adultos chineses sofrem de diabetes, com base nos critérios da Associação Americana de Diabetes de 2010. Além disso, o estudo chega à conclusão de que, para os adultos chineses com diabetes, os fatores de risco cardiometabólicos são altamente prevalentes, incluindo síndrome metabólica, pressão arterial sistólica superior a 140 mmHg, baixa ingestão de frutas e vegetais, colesterol de lipoproteína de baixa densidade superior a 110 mg/dL.

### Diabetes
A situação da população asiático-americana é informativa, de modo que é possível inferir algum conhecimento sobre os sino-americanos a partir dela. As estatísticas do diabetes na população asiático-americana revelam que aproximadamente 10% de toda a população são diabéticos, sendo que 90 a 95% são do tipo 2. A situação atual é que existem alguns desafios no diagnóstico do diabetes em muitos asiático-americanos. O principal obstáculo é que muitas características clínicas, juntamente com os fatores de risco associados ao diabetes, são obtidas de estudos que se concentram em populações caucasianas, o que pode resultar em diagnósticos errôneos entre diabetes tipo 1 e tipo 2 para os asiático-americanos. De fato, a razão pela qual as características clássicas do diabetes tipo 1 e tipo 2 nos Estados Unidos podem não se aplicar à população asiático-americana é a ausência compartilhada do genótipo HLA DR-DQ comum, a baixa prevalência de anticorpos anti-ilhotas positivos e o baixo IMC em ambos os tipos de diabetes.
Alguns outros estudos apontaram que, para pessoas de ascendência asiática e sem diabetes, seus níveis de resistência à insulina são mais altos do que os de pessoas não diabéticas de ascendência caucasiana. Assim, os asiático-americanos são relativamente mais predispostos a desenvolver diabetes tipo 2. Isso sugere que a resistência à insulina, em vez do índice de massa corporal (IMC), deve ser o alvo dos diagnósticos. Um possível biomarcador para identificar o diabetes na população jovem asiático-americana é a proteína de ligação de ácidos graxos de adipócitos, que tem uma forte associação com a resistência à insulina, mas é independente da adiposidade. No entanto, mais estudos de pesquisa devem ser realizados para confirmar esse achado. Com a aplicação adicional do resultado acima na população de chineses americanos, é racional que haja uma tendência maior de diabetes tipo 2 entre esse grupo de pessoas, que também enfrentam o desafio do diagnóstico correto nos Estados Unidos.

### Doenças mentais

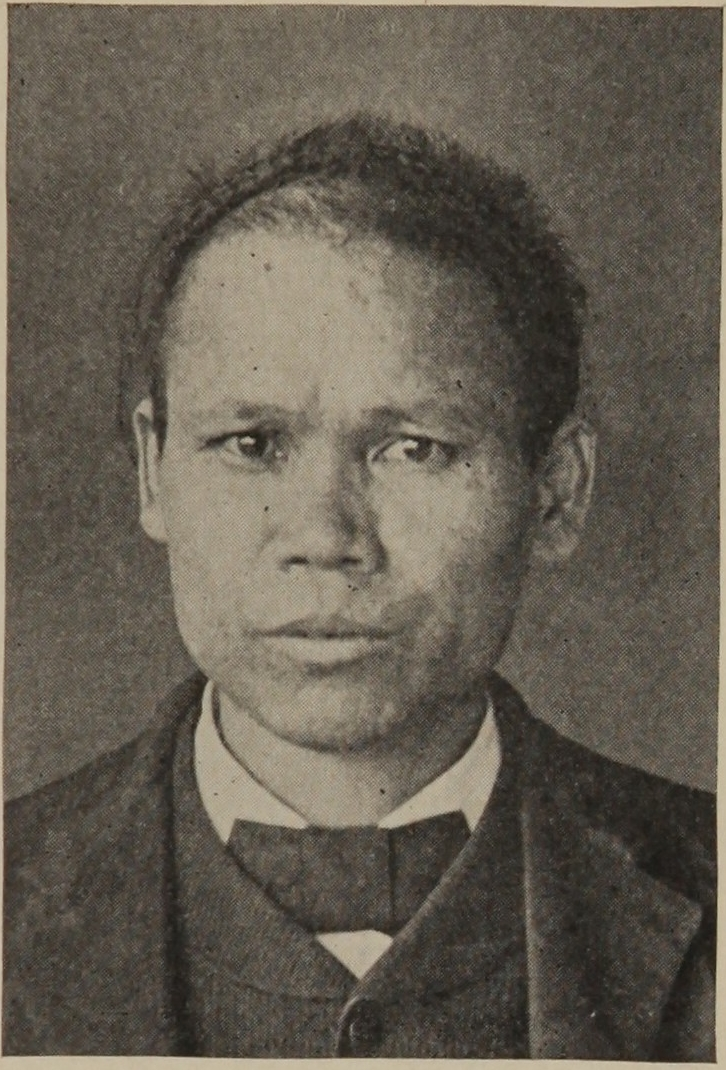
Paciente psiquiátrico sino-americano, 1915.

A doença mental genética é estigmatizada na China. Um estudo compara a atitude dos chineses americanos em relação à doença mental com causas genéticas com a dos europeus americanos. Ele descobriu que existe uma percepção de eugenia entre os chineses americanos. Consequentemente, para reduzir o estigma na sociedade, mais esforços devem ser dedicados a essa população.

### Estigma e eugenia
A revista lançada pelo estudo acima destaca a ideia do essencialismo genético, ou seja, os genes são amplamente determinantes das características e do comportamento individuais. Há uma separação entre o normal e o desviante, o que impulsiona o processo de rotulagem do estigma. Por outro lado, como as doenças genéticas podem ser transmitidas de uma geração para outra, algumas doenças mentais são compartilhadas em uma família, o que estigmatiza todos os membros envolvidos. Outro ponto de vista relevante para o essencialismo genético é que, como os genes são vistos pelas pessoas comuns como difíceis de modificar, é provável que as doenças mentais genéticas persistam, assim como o estigma. Como resultado, a mentalidade de muitos chineses americanos é formulada no sentido de que as doenças com causas genéticas são mais graves do que aquelas sem causas genéticas.
A mesma revista também apresenta algumas hipóteses elaboradas com base na longa história da eugenia na China. Primeiro, os chineses americanos são mais favoráveis às políticas eugênicas do que os euro-americanos. Em segundo lugar, seria gerado mais estigma em relação às atribuições genéticas de qualquer doença na população sino-americana. A China costumava implementar restrições às licenças de casamento para pessoas com doenças genéticas, o que fez com que a atitude dos sino-americanos em relação à triagem genética pré-matrimonial fosse mais favorável, especialmente diante da possibilidade de defeitos genéticos. Além disso, do ponto de vista desse grupo de pessoas, saber se um parceiro de casamento tem histórico familiar de doença mental com base genética é bastante importante.

## Sino-americanos notáveis
- Iris Chang (28 de março de 1968 - 9 de novembro de 2004), historiadora, suas publicações incluem: Thread of the Silkworm (1995), O Estupro de Nanquim: O Holocausto Esquecido da Segunda Guerra Mundial (1997)
- Charles Kuen Kao, físico, ganhador do Prêmio Nobel de Física em 2009 pelo trabalho em fibra óptica, usando laser para transmitir dados digitais por meio de fibra de vidro.
- Bruce Lee, artista marcial e ator, fundador do Jeet Kune Do.
- Tsung-Dao Lee, físico, ganhou o Prêmio Nobel de Física (1957) com Yang Chen-Ning por seu trabalho sobre a violação da lei da paridade nas interações fracas.
- Jeremy Shu-How Lin, jogador profissional de basquete, jogou na NBA por vários anos e formou-se em Harvard.
- Gary Locke, político e diplomata, 10º embaixador dos Estados Unidos na China (2011-2014), 21º governador de Washington (1997-2005) e atuou no governo Obama como secretário de Comércio dos Estados Unidos (2009-11).
- Amy Ruth Tan, escritora, autora de The Joy Luck Club.
- Samuel Chao Chung Ting, físico, um dos dois ganhadores do Prêmio Nobel de Física em 1976 pelo trabalho na descoberta do méson J/ψ.
- Daniel Chee Tsui, físico, um dos ganhadores do Prêmio Nobel de Física de 1998 pelo trabalho na descoberta de uma nova forma de fluido quântico com excitações de carga fracionária.
- Donnie Yen, ator, artista marcial, ex-campeão de torneios de Wushu, diretor de cinema, produtor, diretor de ação e coreógrafo de lutas. Yen é um dos maiores astros de ação de Hong Kong.
- Charles B. Wang, empresário, cofundador e CEO da Computer Associates International, Inc. (posteriormente renomeada para CA Technologies).
- Chien-Shiung Wu, física que foi chamada pelos cientistas de "A Primeira Dama da Física" por sua descoberta experimental da violação da paridade na interação fraca proposta por Chen-Ning Yang e Tsung-Dao Lee, ambos ganhadores do Prêmio Nobel. Ela também fez o estudo crucial que mostrou o problema com o xenônio em reatores nucleares para o Projeto Manhattan. Seu trabalho não foi reconhecido publicamente, exceto pelos principais cientistas, até 1978, quando recebeu o Prêmio Wolf.
- Michelle Wu, primeira prefeita asiático-americana de Boston, nascida nos EUA.
- Andrew Yang, empresário, político, advogado e candidato democrata à presidência em 2020.
- Shing-Tung Yau, matemático, que ganhou a Medalha Fields em 1982 antes de se tornar cidadão americano em 1990.
- Eric Yuan, empresário bilionário e fundador da Zoom Video Communications.

- Shiing-Shen Chern, ganhador do Prêmio Wolf, considerado um dos maiores matemáticos do século XX.
- Steven Chu, ganhador do Prêmio Nobel de Física em 1997 e ex-secretário da Energia dos Estados Unidos.
- Terence Tao, criança prodígio, ganhou a Medalha Fields, 2006.
- Ching Tang, inventor do diodo orgânico emissor de luz (OLED) e da célula fotovoltaica orgânica de heterojunção (OPV); vencedor do Prêmio Wolf de Química de 2011.
- Roger Y. Tsien, vencedor do prêmio Nobel de química, 2009.
- Chien-Shiung Wu, pioneiro da física de partículas e preparou o caminho para o Modelo Padrão.
- Bruce Lee, famoso ator, diretor e artista marcial.
- I. M. Pei, arquiteto responsável pela pirâmide do Louvre, que é sua principal atração; também projetou o museu Rock and Roll Hall of Fame.

## Mídia
O World Journal é o jornal chinês mais famoso da América do Norte.

### Jornais
- World Journal.
- Diário Sing Tao.
- Ming Pao.
- Chinese-American Times (1955-1972).

### Televisão
- SinoVision.
- ETTV America.
- Voice of América (chinês).
- Epoch Times.
- New Tang Dynasty Television.
- Television Phoenix.
- Television Broadcasts Limited (TVB USA).
- Asia Television.

### Rádio
- Chinese Radio Seattle. Estúdio em Bellevue, Washington.
- A China Radio International pode ser ouvida nas seguintes cidades:
  - Washington, D.C., na WUST (AM 1120 kHz entre 9 e 11 horas da manhã)
- Chinese American Voice,[133] ouvida em uma subportadora SCA da WACD-FM na área de três estados de Nova York, Nova Jersey e Connecticut.
- Chinese American Voice, ouvida na cidade de Nova York 24 horas na subportadora de 92 kHz da WQCD-FM 101,9 MHz.
- A Chinese Radio Network na WGBB (AM 1240 kHz e a subportadora de 67 kHz da WCBS-FM 101,1 MHz, Flushing, Nova York) transmite em mandarim.
- Chung Wah Chinese Broadcasting Company ouvida na cidade de Nova York 24 horas na subportadora de 92 kHz da WSKQ-FM 97,9 MHz.
- O Chinese Media Group da Multicultural Radio Broadcasting Inc. transmite programação chinesa nas seguintes cidades:
  - KAHZ, Los Angeles é uma estação com dialeto mandarim.
  - KAZN, Los Angeles é uma estação com dialeto mandarim.
  - KTWR, Guam é uma estação de rádio de ondas curtas que transmite em mandarim e outros idiomas para a região da Ásia-Pacífico.
  - KMRB, Los Angeles, é uma estação com dialeto cantonês.
  - Sinocast Radio, rede nacional chinesa, ouvida na cidade de Nova York na subportadora de 67 kHz da WXRK-FM 92,3 MHz.
  - WKDM, na área de três estados de Nova York, Nova Jersey e Connecticut, é uma estação com dialeto mandarim em AM 1380 kHz.
  - A WZRC, na área dos três estados de Nova York, Nova Jersey e Connecticut, é uma estação com dialeto cantonês em AM 1480 kHz.
- A Radio Taiwan International é transmitida pela WYFR de Okeechobee, Flórida, em 5950 kHz de ondas curtas nos Estados Unidos, em algum momento após as 17h/6h até o início da manhã. Essa transmissão pode ser recebida praticamente em todo o território dos Estados Unidos por meio de um rádio de ondas curtas.
- KVTO (Sing Tao) em 1400AM em São Francisco.
- KEST, São Francisco, é uma estação com dialeto cantonês.
- KSQQ, São Francisco, é uma estação com dialeto mandarim.